# Basílica de San Lorenzo (Asheville)
La basílica de San Lorenzo (en inglés: Basilica of St. Lawrence) es una basílica menor de la Iglesia católica ubicada en el centro de Asheville, Carolina del Norte, en la parte este de Estados Unidos. La basílica fue diseñada y construida en 1905 por el arquitecto español Rafael Guastavino junto con su colega arquitecto R. S. Smith y la comunidad católica circundante de Asheville. 
La basílica está incluida en el Registro Nacional de Lugares Históricos y fue elevada al estatus de basílica menor en 1993 por el papa Juan Pablo II. Es la única basílica en el oeste de Carolina del Norte. La cúpula de la basílica tiene una extensión de 58 por 82 pies (18 por 25 m) y es conocida por ser la bóveda elíptica independiente más grande en Norteamérica. Está inspirada en la Basílica de la Virgen de los Desamparados de Valencia. Se encuentra en el distrito histórico de Asheville.
El interior de la iglesia está adornado con estatuas de santos, incluyendo San Lorenzo, Santa Cecilia, Santa Rosa de Lima, San Patricio y San Pedro Apóstol. Las estatuas fueron realizadas por la Daprato Statue Company en Italia.
En la cripta reposan los restos de Rafael Guastavino.

## Véase también

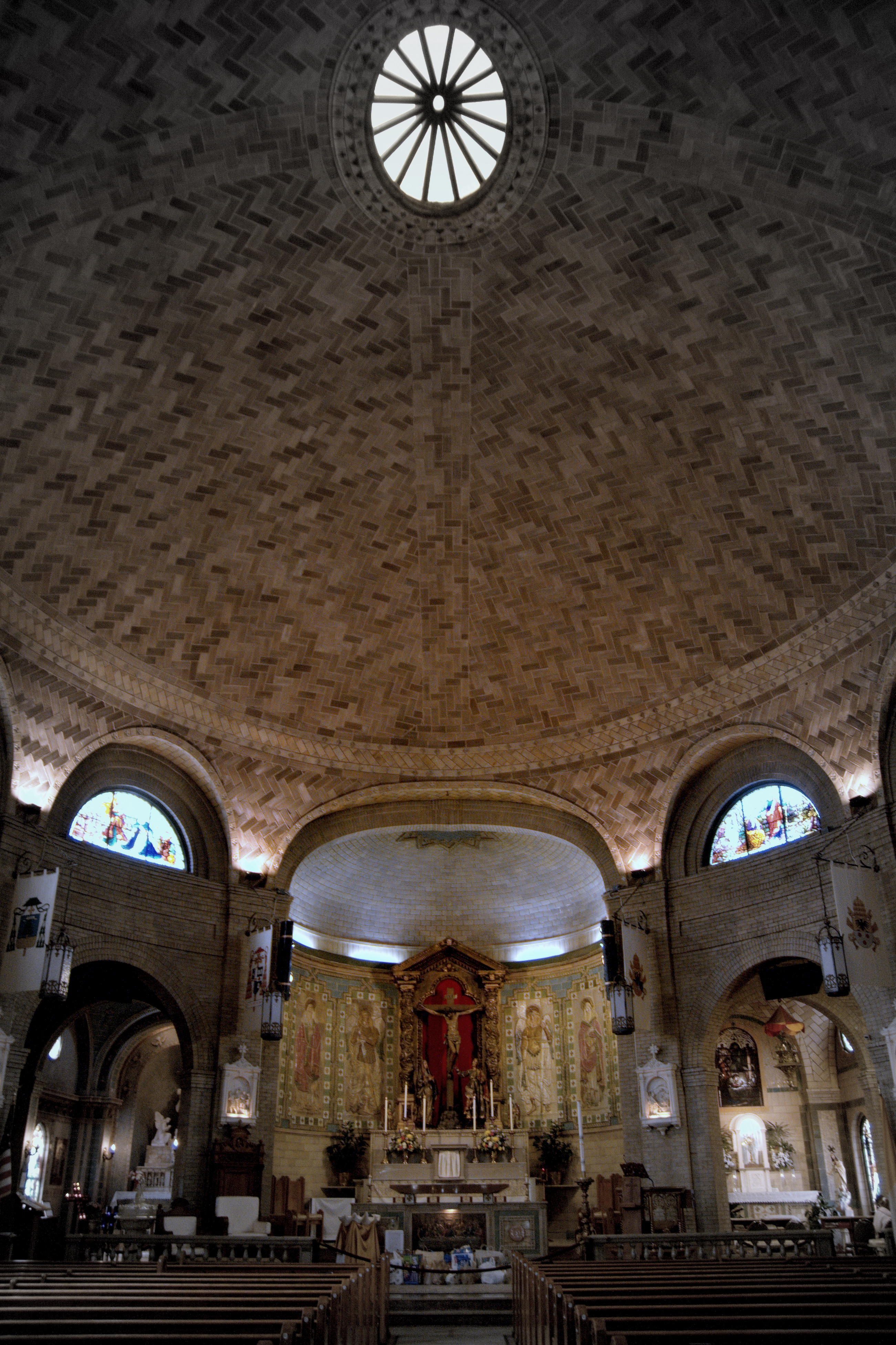
Vista interna